# Criptorquídia
La criptorquídia, en medicina, fa referència a la no descendència d'un o dels dos testicles, és a dir, que no es troben a la bossa escrotal. Fisiològicament, els testicles es van formant durant l'embaràs. Al setè mes ja han de baixar de la part abdominal a la bossa escrotal.

## Epidemiologia
La criptorquídia és l'endocrinopatia més freqüent als nadons i la malformació congènita més freqüent dels genitals masculins. Generalment apareix en, aproximadament, entre un 3% i 9% dels nadons a terme. En més freqüència, als nadons preterme 30%. Els primers 3 mesos de vida la prevalença és d'entre 1 i 1,9% que incrementa fins a 1% durant el primer any de vida.
En la gran majoria de casos el testicle que no ha baixat a la bossa escrotal és el dret, amb un 85% de prevalença. A més a més, en un 70% dels casos la criptorquídia és unilateral.

## Factors de risc
Hi ha tota una sèrie de factors de risc associats a la criptorquídia que poden incrementar la seva incidència. Aquests factors es poden classificar en factors fetals, perinatals, locals, gestacionals i familiars.

### Factors fetals
Pel que fa als factors fetals hi trobem retard mental, malformacions, paràlisi cerebrals, entre d'altres.

### Factors prenatals
Els factors prenatals que poden incrementar la incidència són: naixement de natges, prematuritat, gestacions múltiples i baix pes en néixer.

### Factors locals
Els factors locals fan referència a aquelles alteracions dels genitals masculins que poden desencadenar la criptorquídia. Algunes d'elles són: hipospàdies, alteracions de la paret abdominal que no permeten la seva descendència, entre d'altres.

### Factors gestacionals
Durant el procés de gestació, també poden aparèixer tota una sèrie de factors que incrementen la incidència de la criptorquídia. Per exemple, inseminació artificial, tabaquisme, alcohol, entre d'altres.

### Factors d'antecedents familiars
Hi ha antecedents familiars que poden incrementar el risc de patir criptorquídia al nadó. Per exemple, antecedents de criptorquídia a la família.

## Classificació

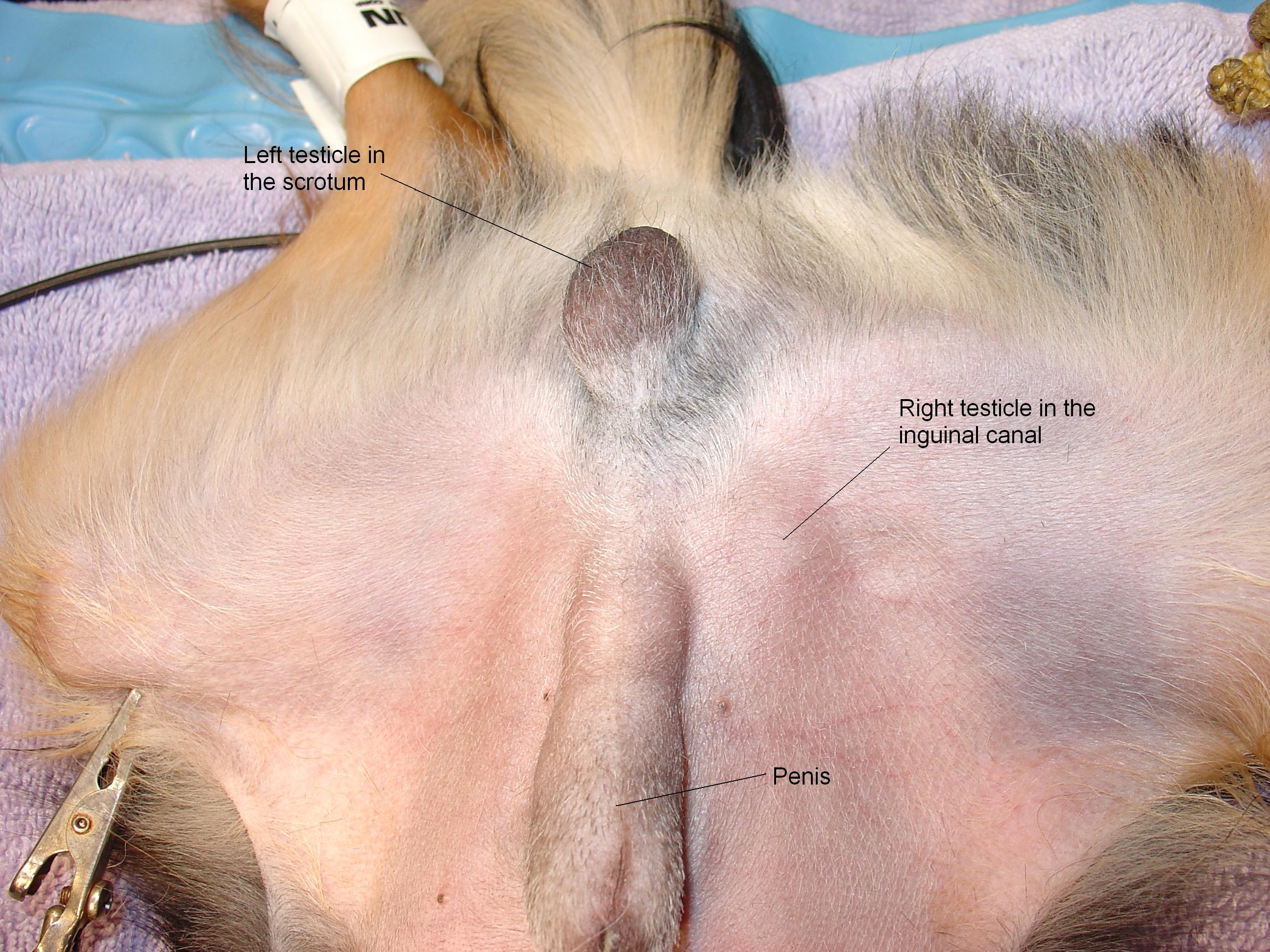
Criptorquídia en un gos. S'observa el testicle a zona inguinal

La criptorquídia es pot presentar de dues formes diferents. Els Testicles han d'estar localitzats a la bossa escrotal, però si no baixen poden localitzar-se en dos llocs diferents.
Pel que fa a l'intraabdominal, el Testicle segueix a la zona abdominal, ja que no ha descendit. Aquest no es pot palpar. El que sí que es pot palpar però tampoc ha descendit és el de la zona inguinal. Altres localitzacions, menys freqüents, poden ser femoral, base escrotal, i part interna de la cuixa.
Hi ha moltes maneres de classificar la criptorquídia però actualment la més utilitzada és la de palpable i no palpable, és a dir, si es pot palpar el testicle o no.

### Palpable
Al grup de les palpables es poden distingir entre criptorquídia, ectòpic i retràcticl. En el cas de criptorquídia, si és palpable es considera inguinal i sinó ho és abdominal. Els testicles ectòpics, es poden localitzar a la zona superior al penis, perineal, entre d'altres. Aquests s'han desviat i no estan a la zona correcta. Finalment, aquests poden ser retràctilcs, és a dir, els testicles es troben a la zona.

### No palpable
En aquest grup, el testicle pot ser intraabdominal o bé hi pot haver absència de testicle. L'absència de testicle generalment és congènita. La no presència de testicle es coneix amb el nom d'anòrquia.

## Simptomatologia
La simptomatologia que es presenta en aquest cas és la no descendència del testicles, i en conseqüència, la no possibilitat de palpar-los.

## Diagnòstic
El diagnòstic es fa mitjançant l'anamnesi, l'exploració física i proves complementàries. Normalment, el diagnòstic no és difícil de fer. Cal començar per fer una anamnesi de qualitat preguntant sobre antecedents familiars d'alteracions genitals, antecedents obstètrics, és a dir, pes al néixer, si és prematur o no, entre altres i, a més a més, s'ha de demanar quan es va detectar l'absència del testicle i si la bossa escrotal ha estat sempre buida o no.
Tot seguit, cal dur a terme una bona exploració física. Cal palpar zones al voltant dels genitals com l'inguinal, abdominal, femoral, entre d'altres. El nen ha d'estar en posició de decúbit supí, amb les cames flexionades i en posició d'abducció. Si és unilateral s'ha d'explorar primer el costat en el qual el testicle si es troba a la bossa escrotal. Si es localitza el testicle es valorarà la mida i la seva consistència.
Finalment, a vegades, es fan proves d'imatge per localitzar el testicle si no s'ha pogut fer mitjançant la palpació. Per exemple, una ecografia.

## Tractament
El tractament de la criptorquídia es pot classificar en tractament hormonal i tractament quirúrgic.

### Teràpia hormonal
El tractament hormonal té com a objectiu activar la secreció de testosterona que fa que el testicle baixi a la bossa escrotal. Aquestes hormones s'administren via intramuscular o nebulitzada.
Les hormones més utilitzades són l'hormona alliberadora de gonadotropina i la gonadotropina coriònima humana. La primera s'administra via aèria amb nebulitzacions i la segona per via intramuscular.
Generalment, el tractament hormonal té bons resultats. En un 20% el testicle descendeix fins a la bossa escrotal. Tot i així, hi ha risc de recidiva en un 25%.

### Intervenció quirúrgica
Als casos en els que la teràpia hormonal no ha funcionat o s'ha diagnosticat hidrocele, hèrnia inguinal, testicle ectòpic, entre d'altres, caldrà dur a terme la intervenció quirúrgica per ajudar el testicle a baixar fins a la bossa escrotal. Aquest és el tractament definitiu. S'aconsella dur a terme aquesta intervenció quirúrgica durant el primer any de vida. Aquesta intervenció es coneix amb el nom d'orquidopèxia.

## Complicacions
Generalment, la gran majoria de casos de criptorquídia es resolen amb tractament farmacològic o cirurgia. Tot i així, poden aparèixer certes complicacions. Algunes d'elles són: infertilitat, càncer testicular unilateral o bilateral i lesió testicular a causa de la cirurgia. A més a més, pot aparèixer torsió testicular i hèrnia inguinal per l'obstrucció del canal inguinal.